# J·安东尼·泰森
约翰·安东尼·“托尼”泰森（英語：John Anthony "Tony" Tyson，1940年4月5日—），出生于洛杉矶，美国物理学家和天文学家。